# José Luis Díez (JD)
El destructor José Luis Díez (JD) era un destructor de la Armada Española perteneciente a la Clase Churruca que participó en la guerra civil en el bando republicano.
Recibía su nombre en honor al Teniente de Navío José Luis Díez y Pérez de Muñoz.

## Historial

### Primeras operaciones
Recibió su abanderamiento en San Fernando, Cádiz, el 27 de marzo de 1930, en presencia de la hija de José Luis Díez, Josefina Díez Lassaletta. En abril de 1932, embarrancó en Ibiza, y pudo ser rescatado tras diez días de trabajos. El 5 de octubre de 1934, intervino en auxilio de la Guardia Civil en Villanueva y Geltrú durante la revolución de octubre de 1934.

### Inicio de la Guerra Civil
Tras el comienzo de la Guerra Civil, el 21 de septiembre de 1936 se ordenó a la escuadra compuesta por el acorazado Jaime I, los cruceros Libertad y Cervantes, y los destructores Almirante Valdés, Almirante Antequera, Almirante Miranda, Alsedo, José Luis Díez, Lepanto y Lazaga y tres submarinos Clase C dirigirse al Cantábrico arribando la escuadra a Gijón el 23 de septiembre de 1936. Posteriormente se trasladó a Santurce, Vizcaya, estando atracado desde entonces en sus muelles. Allí, por lo poco que salía a navegar, era conocido como “Pepe el del puerto”.
Durante mucho tiempo se creyó que fue su defensa antiaérea la que el 20 de abril de 1937 derribó al Polikarpov I-15 «Chato» pilotado por Felipe del Río Crespo, aunque posteriormente se ha sabido que fue derribado en un combate aéreo con aviones de la Legión Cóndor.
El 31 de mayo de 1937, fuerzas de la Ertzaña y la Marina de Guerra Auxiliar de Euzkadi se apoderan de los destructores José Luis Díez y Císcar y desalojan a sus dotaciones a petición del mando republicano. Los días siguientes embarcan en ellos más de 200 marineros de la Marina de Guerra Auxiliar de Euzkadi para sustituir a sus antiguas tripulaciones, en las que no se confiaba. Unos días antes, 9 cabos y marineros habían embarcado también en el C-6 para cubrir bajas; finalmente, fueron devueltos a sus tripulaciones originales. 
El 10 de junio el Císcar, al mando del alférez de navío Juan Antonio Castro, y el José Luis Díez, al mando del teniente de navío Evaristo López, mantuvieron un intercambio de fuego con el crucero Cervera al mando del capitán de navío Manuel Moreu, sin que tenga consecuencias. Unos días después, el 15 de junio los destructores Císcar y José Luis Díez abandonan Bilbao hacia Francia cargados de refugiados y con varias personalidades civiles y militares que aprovechan el viaje para desertar poco antes de que los sublevados entren en Bilbao. 
Posteriormente, ambos buques acuden a Santander, y tras su caída, a Gijón. Luego el José Luis Díez se refugió en Falmouth (Inglaterra) donde desertaron, entre otros, el comandante, el jefe de máquinas y el oficial de derrota, y después se dirigió a Le Havre (Francia).

### Intento de retornar al Mediterráneo
El Le Havre, efectuó reparaciones en las averías provocadas por su anterior comandante y tomó el mando Juan Antonio Castro Izaguirre, con órdenes de llevar el buque a Cartagena. El 20 de agosto de 1938 zarpó del puerto francés para intentar volver a Cartagena rompiendo el bloqueo de la Armada sublevada haciéndose pasar por el destructor inglés HMS Grenville de la clase H, derivada de la clase Scot, en la cual se inspiraban los Churruca, aunque fue descubierto por el espionaje nacional e interceptado el 26 de agosto por los cruceros Canarias, Almirante Cervera y Navarra, los destructores Ceuta, Melilla y Huesca y el cañonero-minador Júpiter que lo esperaban. Tras recibir del Canarias un impacto a proa en la banda de babor que le abrió un gran boquete a la altura de la línea de flotación, terminó por refugiarse en el puerto de Gibraltar, donde reparó por sus medios algunas de las averías al negarse el almirantazgo a facilitar las instalaciones del arsenal, dando como plazo además el 30 de septiembre de 1938 para que abandone Gibraltar, caso contrario, el buque sería incautado.
La noche del 29 al 30 de diciembre zarpó de Gibraltar dispuesto a un nuevo intento. Consiguió esquivar al cañonero Calvo Sotelo y al Júpiter, pero fue interceptado por el Vulcano, se entabló un combate a corta distancia con varios buques sublevados. Averiado de nuevo y sin posibilidad de escape, embarrancó en territorio británico en la playa de los catalates para evitar el hundimiento o el apresamiento. La tripulación fue apresada por los ingleses e internada en prisión, siendo transportados quince días después a bordo de dos destructores ingleses hasta Almería.

### Tras la guerra Civil

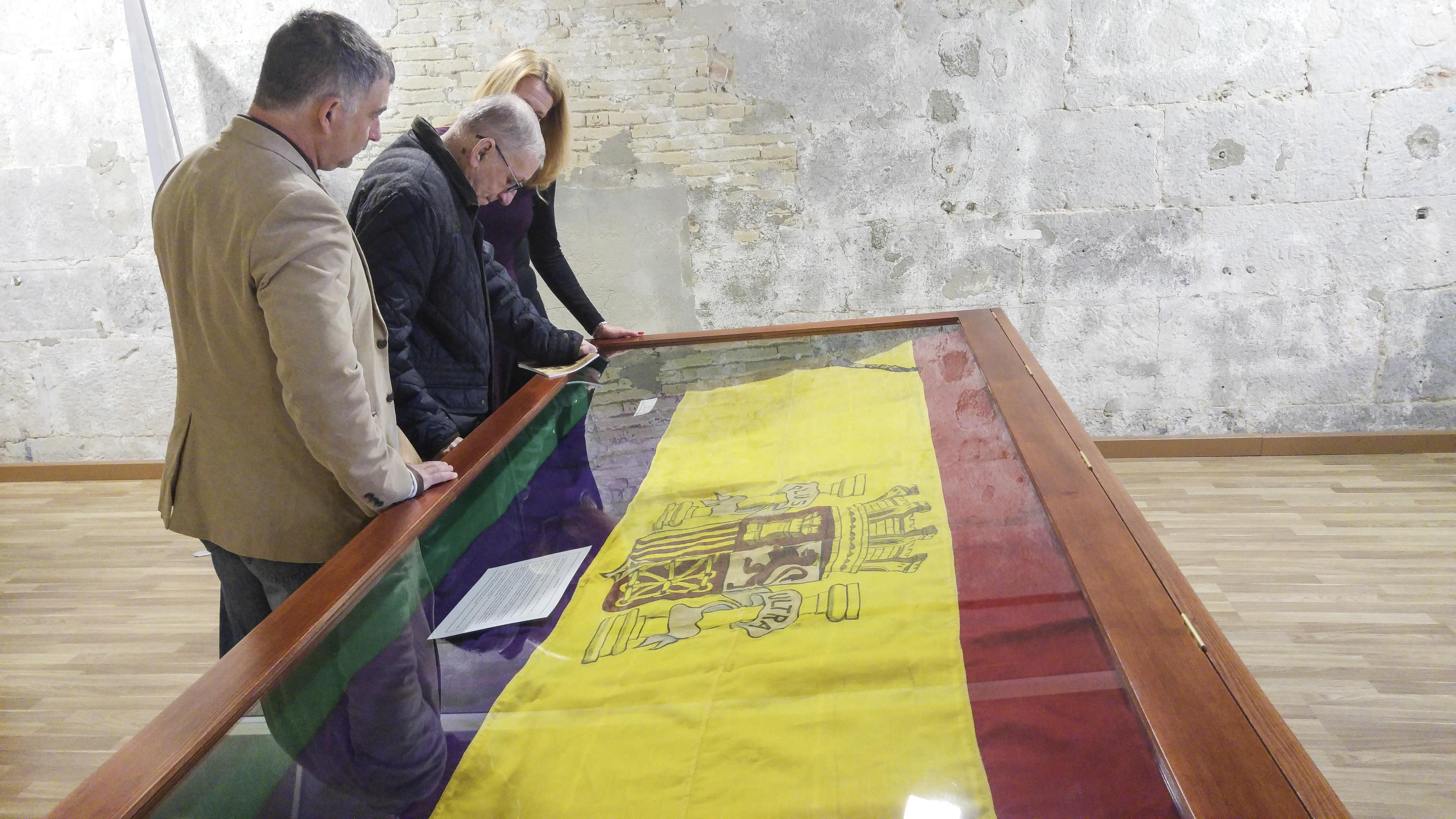
Bandera republicana del José Luis Díez, entregada en agradecimiento por el comandante del buque al sindicato gibraltareño, TGWU. Se conserva en el Museo de Gibraltar.

El 25 de marzo de 1939 el gobierno británico entregó el buque a armada franquista, siendo recogido y escoltado por el Calvo Sotelo.
El 7 de diciembre de 1957, una flota compuesta por los cruceros Canarias y Méndez Núñez, y los cinco destructores Churruca, Almirante Miranda, Escaño, Gravina y José Luis Díez de la Clase Churruca se apostaron en zafarrancho de combate frente al puerto de Agadir y apuntaron con sus piezas diversos objetivos de dicho puerto.
Fue dado de baja en 1965.

### Buques de la clase
- ARA Cervantes
- ARA Juan de Garay
- Sánchez Barcáiztegui
- Almirante Ferrándiz
- Lepanto
- Churruca
- Alcalá Galiano
- Almirante Valdés
- Almirante Antequera
- Almirante Miranda
- Císcar
- Escaño
- Gravina
- Jorge Juan
- Ulloa

### Buques similares
- Clase Scott

### Listas relacionadas
- Anexo:Destructores de España